# Хулд
Хулд (монг. Хулд) — сомон аймака Дундговь в центральной части Монголии, площадь которого составляет 6 070 км². Численность населения по данным 2007 года составила 2 458 человек.
Центр сомона — посёлок Улаанжирэм, расположенный в 95 километрах от административного центра аймака — города Мандалговь и в 350 километрах от столицы страны — Улан-Батора.

## География
Сомон расположен в центральной части Монголии. Граничит с соседним аймаком Умнеговь. На территории Хулда располагаются горы Хулд, Луус, Шувуутай, Тээг, Цахир.
Из полезных ископаемых в сомоне встречаются железная руда, запасы известняка, керамическая глина, алебастр.

## Климат
Климат резко континентальный. Средняя температура января -20 градусов, июля +20 градусов. Ежегодная норма осадков 100-200 мм.

## Фауна
Животный мир Хулда представлен волками, манулами, аргалями, дикими козами, косулями, зайцами, тарбаганами.

## Инфраструктура
В сомоне есть школа, больница.